# Bestune T77
Bestune T77 – samochód osobowy typu SUV klasy kompaktowej produkowany pod chińską marką Bestune od 2018 roku.

## Historia i opis modelu

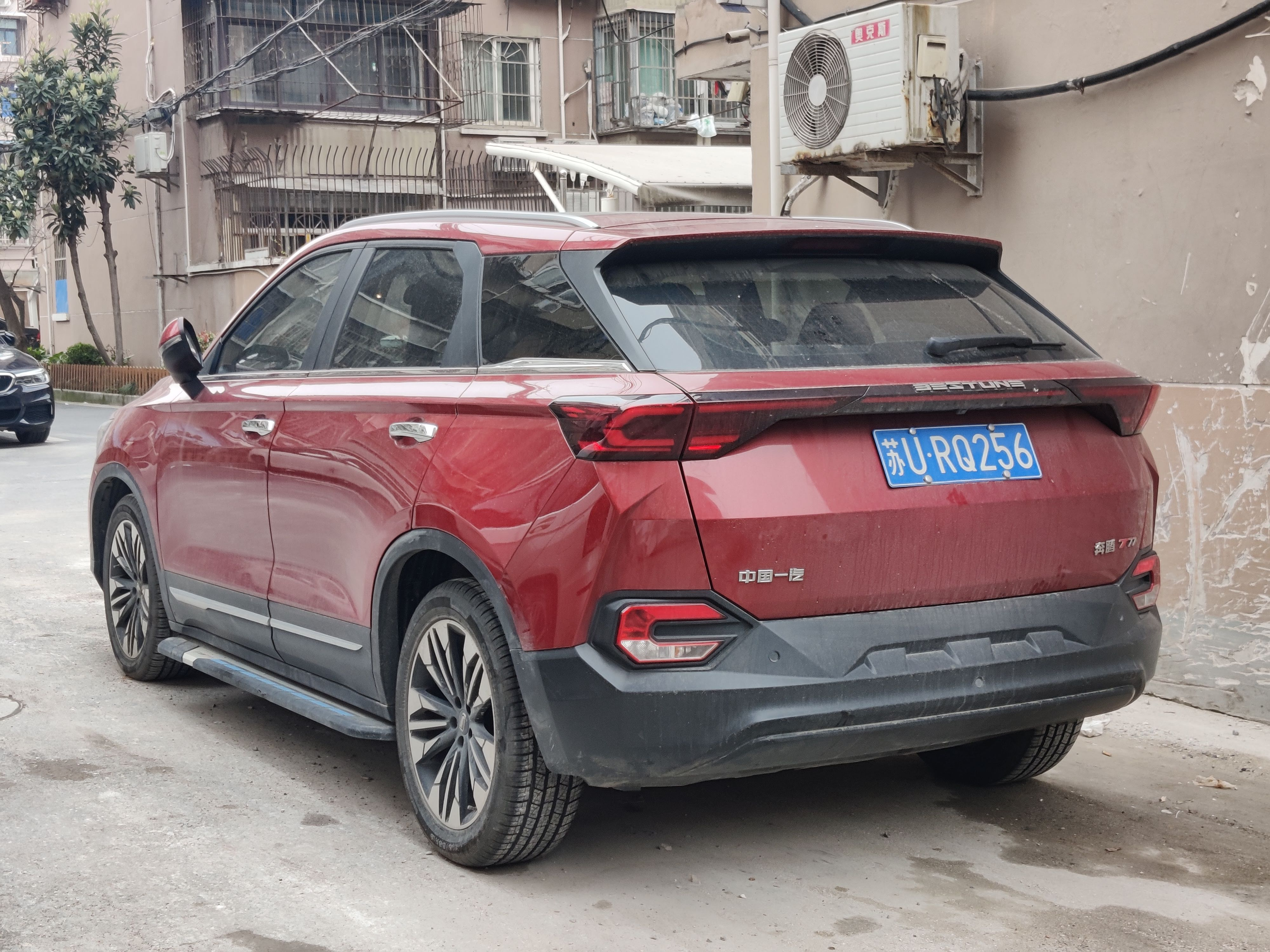
Bestune T77 – tył

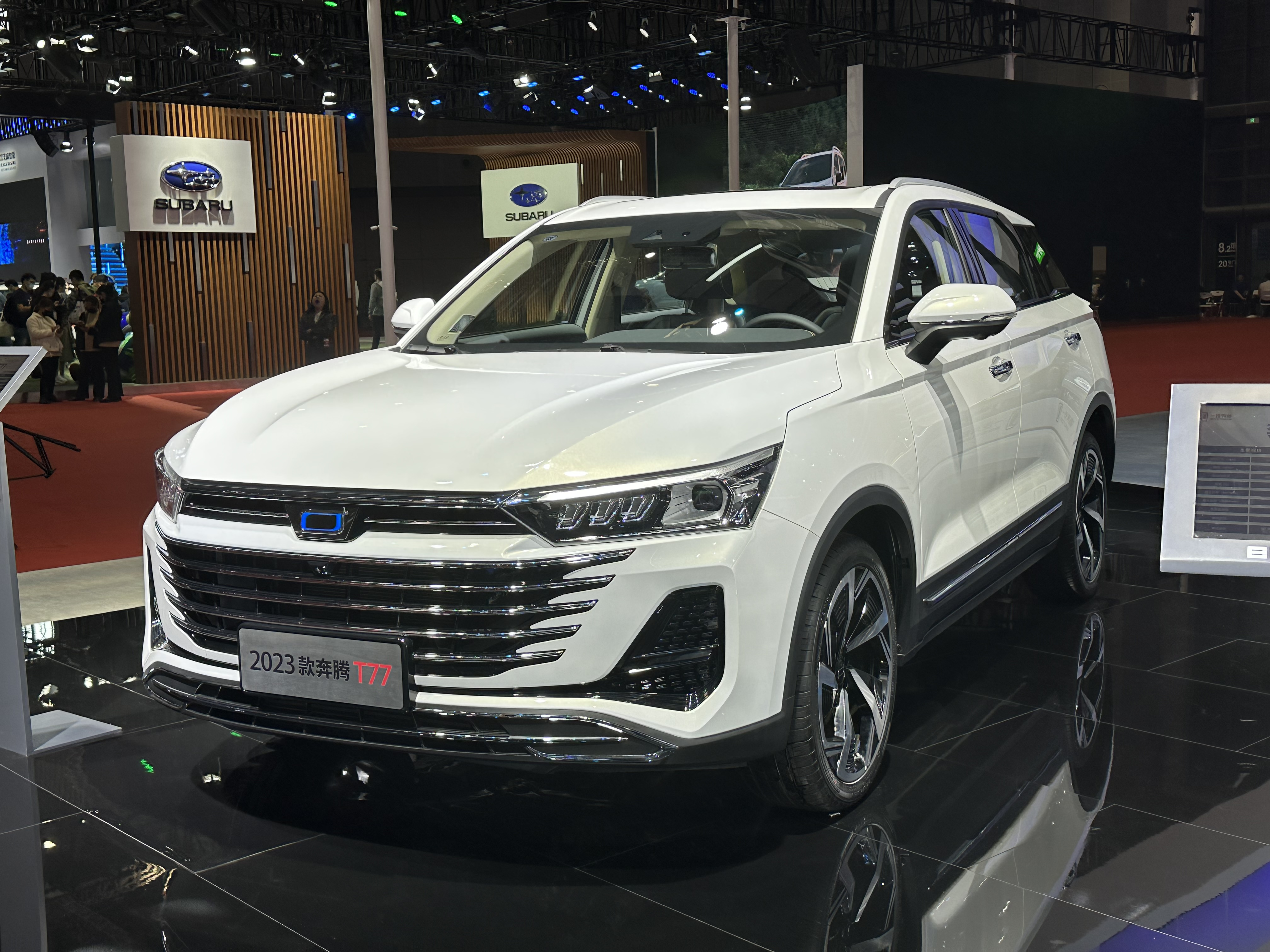
Bestune T77 po liftingu

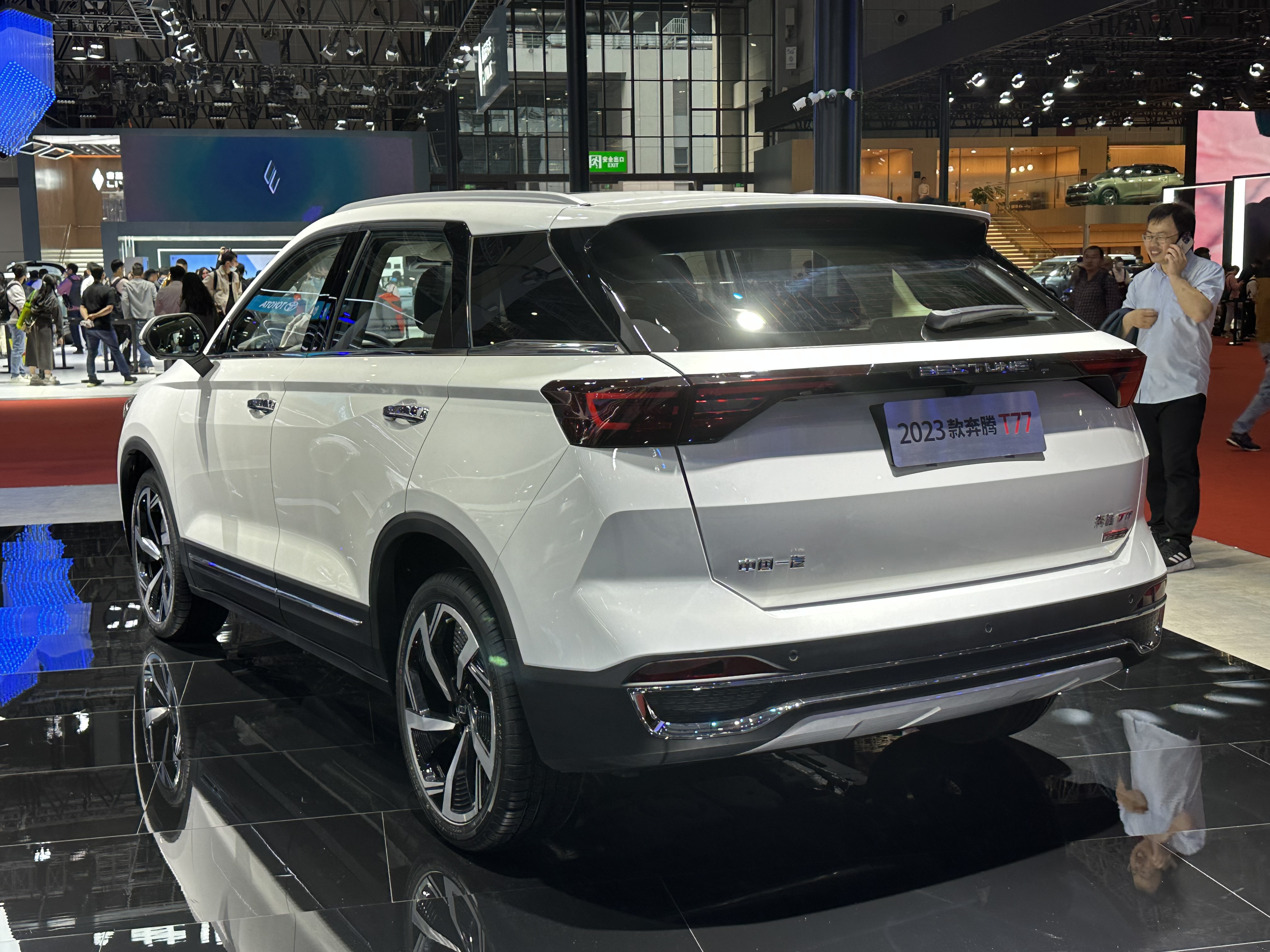
Bestune T77 – tył po liftingu

Studyjną zapowiedzią modelu zapowiadającego nowy język stylistyczny linii modelowej Besturn oferowanej przez chińską markę FAW był prototyp FAW Bestern T-Concept, który został przedstawiony w kwietniu 2018 roku podczas Beijing Auto Show. Produkcyjny model pod nazwą Bestune T77 zadebiutował w listopadzie 2018 roku podczas wystawy samochodowej Guangzhou Auto Show jako pierwszy model debiutującej równocześnie nowej, samodzielnej marki Bestune, która zastąpiła dotychczasową linię FAW Besturn. 
Samochód jako pierwszy wdrożył charakterystyczny język stylistyczny marki Bestune, wyróżniając się agresywnie zarysowanymi reflektorami i heksagonalnym wlotem powietrza z pionowym logo producenta. Masywna bryła nadwozia z wysoko poprowadzoną linią okien przyjęła postać kompaktowego SUV-a.
Charakterystycznym rozwiązaniem w kabinie pasażerskiej stał się elektroniczny asystent kierowcy w postaci animowanego hologramu, który  umożliwia sterowanie 43 funkcjami pojazdu, na czele z radiem, systemem nawigacji, klimatyzacją czy roletą dachową. Sam hologram może za to przyjąć 3 różne postaci w pięciu typach ubioru.

### Lifting
W grudniu 2022 Bestune przeprowadziło rebranding, przy okazji którego oprócz nowego logo wdrożono także nową identyfikację wizualną swoich modeli. W jej ramach T77 przeszedł obszerną modernizację, która przyniosła nowy wygląd pasa przedniego z dwuczęściowym wlotem powietrza oraz przemodelowanym tylnym zderzakiem.

### Sprzedaż
W pierwszej kolejności Bestune T77 trafił do sprzedaży tuż po premierze na wewnętrznym rynku chińskim, w listopadzie 2018 roku. Jesienią 2020 roku rozpoczęto sprzedaż modelu także na rynku rosyjskim w ramach operacji tamtejszego oddziału marki FAW, trafiając tam w sprzedaży pod nazwą FAW Bestune T77.

### Silnik
- R4 1.2 l 145 KM